# Denis Héroux
Denis Héroux OC (* 15. Juli 1940 in Montreal, Quebec; † 10. Dezember 2015 ebenda) war ein kanadischer Filmproduzent und Filmregisseur.

## Leben
Denis Héroux wuchs in Montreal auf. Sein ursprünglicher Berufswunsch war Lehrer, doch 1962 führte er zusammen mit Denys Arcand und Stéphane Venne einen Dokumentarfilm namens Seul ou avec d'autres über das Studentenleben an der Universität Montreal, wo er Geschichte auf Lehramt studierte. Im selben Jahr machte er seinen Abschluss und arbeitete sechs Jahre als Lehrer. Währenddessen schrieb er zwei Sachbücher und führte bei mehreren Filmen Regie.
Kurz darauf machte er sich einen Namen als Independentfilmer, insbesondere durch die beiden Erotikfilme Valérie und Wild auf junge Knospen, die sich an der Grenze zum Porno bewegen.
Sein Durchbruch als Filmemacher gelang ihm mit Filmen wie Rebellen (1972) und Total verrückt (1975). Als gefragter Filmemacher begann er auch fremde Filme zu produzieren, darunter Das Mädchen am Ende der Straße von Nicolas Gessner und Blutsverwandte (1978) von Claude Chabrol. 1981 gehörte er der Jury der Internationalen Filmfestspiele Berlins an. 1982 produzierte er Atlantic City, USA von Louis Malle, für den er bei der Oscarverleihung 1982 für den Oscar als Bester Film nominiert wurde. Den Preis gewann aber David Puttnam für Die Stunde des Siegers. 1984 gründete er zusammen mit Stephen Roth, John Kemeny, Robert Lantos, Andras Hamori und Susan Cavan das Filmproduktionsstudio Alliance Films.
1990 wurde er für die Miniserie La révolution française für einen Gemini Award nominiert. Außerdem gewann er 1985 einen Genie Award für The Bay Boy. Nominiert war er ebenfalls 1982 für Les Plouffe und 1983 für Am Anfang war das Feuer.
Héroux war zudem Filmkritiker und gehörte dem Federal Cultural Policy Review Committee an. Er erhielt 1984 den Order of Canada.
Héroux verstarb am 10. Dezember 2015 im Alter von 75 Jahren.

## Privatleben
Sein jüngerer Bruder Claude Héroux ist ebenfalls Film- und Fernsehproduzent.

## Filmografie (Auswahl)
Als Regisseur
- 1962: Seul ou avec d'autres (Dokumentarfilm)
- 1964: Jusqu'au cou
- 1965: Pas de vacances pour les idoles
- 1969: Valérie
- 1970: Wild auf junge Knospen (L'initiation)
- 1970: L'amour humain
- 1971: 7 fois… par jour
- 1972: Un enfant comme les autres …
- 1973: J'ai mon voyage!
- 1973: Y'a toujours moyen de moyenner!
- 1974: Strikebreaker
- 1975: Jacques Brel Is Alive and Well and Living in Paris
- 1975: Total verrückt (Pousse mais pousse égal)
- 1976: Die Hinrichtung
- 1977: Das Unheimliche (The Uncanny)

Als Produzent
- 1974: Die Jugend weiß eben alles (C'est jeune et ça sait tout!)
- 1976: Das Mädchen am Ende der Straße (The Little Girl Who Lives Down the Lane)
- 1978: Blutsverwandte (Les liens de sang)
- 1978: Morgen gibt es kein Erwachen (Tomorrow Never Comes)
- 1979: Ein Mann in Wut (L'homme en colère)
- 1979: Allein zu zweit (À nous deux)
- 1980: Atlantic City, USA (Atlantic City)
- 1981: Les Plouffe
- 1981: Am Anfang war das Feuer (La guerre du feu)
- 1984: Heathcliff und Riff Raff (Heathcliff & the Catillac Cats) (Fernsehserie)
- 1984: Das Blut der Anderen (Le sang des autres)
- 1984: The Bay Boy
- 1985: Der Herrscher des Central Parks (The Park Is Mine)
- 1985: Jayce and the Wheeled Warriors (Fernsehserie)
- 1985: M.A.S.K. (Fernsehserie)
- 1986: Gesetz des Terrors (Sword of Gideon)
- 1988: Der Schrei nach Liebe (God Bless the Child)
- 1989: Eddie and the Cruisers II: Eddie Lives!
- 1990: La révolution française
- 1990–1992: Auf eigene Faust (Counterstrike) (Fernsehserie, 4 Folgen)
- 1991: Bordertown (Fernsehserie)
- 1991: Black Robe – Am Fluß der Irokesen (Black Robe)
- 1998: Tödliches Paradies (La guerre de l'eau)
- 2000: Club der starken Frauen (Secret Society)